# Strumesjnitsa (distrikt)
Strumesjnitsa (bulgariska: Струмешница) är ett distrikt i Bulgarien.   Det ligger i kommunen Obsjtina Petritj och regionen Blagoevgrad, i den sydvästra delen av landet, 140 km söder om huvudstaden Sofia.
Omgivningarna runt Strumesjnitsa är en mosaik av jordbruksmark och naturlig växtlighet. Runt Strumesjnitsa är det ganska tätbefolkat, med 80 invånare per kvadratkilometer.